# Enzo Martinelli
Enzo Martinelli (* 11. November 1911 in Pescia; † 27. August 1999 in Rom) war ein italienischer Mathematiker, der sich mit komplexer Analysis und speziell Funktionentheorie mehrerer komplexer Variabler befasste.

## Leben
Martinelli war der Sohn eines Generaldirektors des italienischen Erziehungsministeriums und wuchs in Rom auf. Er studierte 1933 Mathematik an der Universität Rom (La Sapienza) mit dem Laurea-Abschluss 1933 bei Francesco Severi. Danach war er Assistent am Lehrstuhl für Analysis von Severi und danach am Geometrie-Lehrstuhl von Enrico Bompiani. 1939 habilitierte er sich (Libero Docente). 1946 gewann er den Wettbewerb für den Lehrstuhl für analytische, projektive und darstellende Geometrie der Universität Genua. 1954 kehrte er an die Universität Rom auf den Lehrstuhl für Geometrie zurück. 1982 wurde er emeritiert.1968/69 war er in der schwierigen Zeit der Studentenunruhen Direktor des Instituts für Mathematik Guido Castelnuovo.
Martinelli befasste sich unter anderem mit Funktionentheorie auf Quaternionen-Mannigfaltigkeiten. In der Funktionentheorie mehrerer komplexer Variabler befasste er sich mit Residuentheorie und entdeckte 1938 die Bochner-Martinelli-Formel (auch nach Salomon Bochner (1943) benannt), eine Cauchysche Integralformel für mehrere komplexe Variable.
1961 wurde er korrespondierendes und 1977 volles Mitglied der Accademia dei Lincei und 1980 korrespondierendes und 1994 volles Mitglied der Turiner Akademie der Wissenschaften. 1955 bis 1992 war er im Herausgebergremium von Rendiconti di Matematica e delle sue Applicazioni und 1965 bis 1999 von Annali di Matematica Pura ed Applicata. 1943 erhielt er den Mathematikpreis des Erziehungsministeriums.
1946 heiratete er die Mathematikerin Luigia Panella, die an der Universität Sapienza in Rom Mathematik in der Ingenieursfakultät lehrte.

## Schriften (Auswahl)
- Alcuni teoremi integrali per le funzioni analitiche di più variabili complesse,  Atti della Reale Accademia d'Italia. Memorie della Classe di Scienze Fisiche, Matematiche e Naturali, Band 9, 1938, S. 269–283.
- Sopra una dimostrazione di R. Fueter per un teorema di Hartogs,  Commentarii Mathematici Helvetici, Band 15, 1942/43, S. 340–349.
- Sulla formula di Cauchy n–dimensionale e sopra un teorema di Hartogs nella teoria delle funzioni di n variabili complesse, Commentarii Mathematici Helvetici, Band 17, 1944/45, S. 201–208.
- Formula di Cauchy (n+1)–dimensionale per le funzioni analitiche di n variabili complesse, Commentarii Mathematici Helvetici, Band 18, 1945/46, S. 30–41.
- Sulle estensioni della formula integrale di Cauchy alle funzioni analitiche di più variabili complesse, Annali di Matematica Pura ed Applicata, Reihe 4, Band 34, 1953, S. 277–347.
- Sulla determinazione di una funzione analitica di più variabili complesse in un campo, assegnatane la traccia sulla frontiera, Annali di Matematica Pura ed Applicata, Reihe IV, Band 55, 1961, S. 191–202.
- Introduzione elementare alla teoria delle funzioni di variabili complesse con particolare riguardo alle rappresentazioni integrali, Accademia Nazionale dei Lincei 1984